# Pallium (romersk mantel)
Pallium (från ett latinskt ord betydande mantel) var en fornromersk dräkt, inspirerad av grekernas himation och mycket använd under första århundradet före Kristus i stället för togan, men förbjöds av Augustus att bäras offentligt och gick därefter ur bruk.